# Alberto Agazzani
Alberto Agazzani (Reggio Emilia, 6 ottobre 1967 – Reggio Emilia, 16 novembre 2015) è stato un critico d'arte, critico musicale e curatore d'arte italiano.

## Biografia
Dopo aver frequentato la facoltà di Facoltà di Lettere e Filosofia (DAMS) presso l'Alma mater studiorum - Università di Bologna, interrompendo rapidamente gli studi prima del conseguimento della laurea. Agazzani inizia la sua attività nel 1986, limitandola prima alla critica musicale ed estendendola successivamente alla critica d'arte, prima, ed alla curatela d'arte, poi. Nel 1989 diviene un collaboratore del regista, scenografo e costumista Pier Luigi Pizzi, al seguito del quale lavorerà nei teatri d'Europa (Teatro alla Scala di Milano, Teatro la Fenice di Venezia, Teatro comunale (Bologna), Teatro comunale (Firenze), Rossini Opera Festival di Pesaro, Opera di Parigi, Opéra Bastille, ecc). Questa esperienza accanto ad uno dei massimi scenografi ed uomini di teatro del nostro tempo gli instillerà un grande amore verso le arti visive, consentendogli di venire a contatto con grandi protagonisti della scena artistica parigina ed internazionale. Ritornato in Italia, a Firenze, nel 1990 e a Reggio Emilia nel 1992, Agazzani riprende, parallelamente all'attività teatrale che lo vedrà accanto a Pizzi fino al 1994, la sua attività giornalistica su varie testate (La Voce di Reggio, L'Avanti!, La Rinascita della Sinistra, Il Domenicale, Libero). Dal 2005 al 2006 è stato, come tecnico, Consigliere culturale di Arcus (III Governo Berlusconi) e, successivamente, rappresentante del Ministero dell'Istruzione, dell'Università e della Ricerca e Vicepresidente nei Consigli di amministrazione dell'Accademia di belle arti di Macerata (2009-2010) e dell'Accademia di belle arti di Bologna (2010-2013). Nel 2012 è stato ideatore e promotore del progetto ARTquake, che ha raccolto e venduto oltre 800 opere d'arte contemporanee provenienti da ogni parte del mondo ed il cui ricavato, 120000 €, è stato interamente devoluto a favore di tre comuni (Quistello, Rolo, Cavezzo) fortemente colpiti dal sisma. Nel 2013 è Senior Curator del MACS - Museo Arte Contemporanea Sicilia. Sono oltre 300 le mostre da lui curate in spazi pubblici e privati in Italia ed all'estero e vastissima la sua attività editoriale, con oltre 130 pubblicazioni tra cataloghi, saggi e monografie; numerose anche le sue conferenze e lezioni tenute in istituti ed università italiane.
Nel 2009 è stato insignito dalla Repubblica Francese del titolo di Chevalier des Arts et des Lettres e nel 2012 di quello di Officier des Arts et des Lettres per meriti culturali.
È stato curatore e commissario della I Biennale di Rimini, tenutasi negli spazi monumentali di Castel Sismondo a Rimini, nel 2009 con la mostra "Contemplazioni. Bellezza e Tradizione del Nuovo nella pittura contemporanea italiana" e nel 2010 con "Confronto a dieci. Pittori e poeti in visioni contemporanee", nella quale dieci fra i più importanti protagonisti della scena pittorica italiana (fra i quali Piero Guccione, Sonia Alvarez, Alberto Sughi, Omar Galliani e Giovanni Manfredini) si confrontavano con altrettanti poeti (Sergio Zavoli, Rondoni, Brullo, Lauretano, Pontiggia, Mussapi ed altri) attorno al tema della visione rappresentata dal riminese e celeberrimo La visione di san Girolamo del Guercino.
Tra le più importanti mostre realizzate vi sono le tre puntate di "Antologia della figurazione contemporanea" presso i Musei di Porta Romana a Milano (2006/2007) e "Foemina. Il seno nell'arte e nella medicina" per l'Istituto europeo di oncologia di Milano, oltre alle antologiche dedicate ad Agostino Arrivabene (2001), Ivan Theimer (2000 e 2003), Luciano Ventrone (2006 e 2008), Maurizio Bottoni (2005), Massimo Giannoni e molti altri. Nel 2009 ha curato, nel novero della 53 Biennale di Venezia, la prima presentazione pubblica dei "disegni italiani" al tempo attribuiti a Francis Bacon, poi – rivelatisi falsi – anche grazie al suo contributo, presso il Padiglione Arabo-Siriano a Palazzo Zenobio degli Armeni. Nel 1998 è il primo in Italia a presentare il grande pittore norvegese Odd Nerdrum, che successivamente presenterà nuovamente al Festival di Spoleto del 2003.
Tra gli artisti da lui scoperti e presentati figurano: Agostino Arrivabene, Nicola Nannini, Paolo Quaresima, Angelo Davoli, Carla Bedini, Fulvio Rinaldi, Gianluca Chiodi, David De Biasio, Roberto Ferri, Gonzalo Orquin, Giuseppe Gigli, Mauro Maugliani, Raffaele Minotto, Giuseppe Guindani, Silvio Porzionato, Alfio Giurato.
Vittima di un grave incidente stradale nel luglio 2015, aveva intrapreso un lungo e difficile percorso di riabilitazione. È morto suicida nel novembre 2015, all'età di 48 anni.